# 1 أبريل
- السبت
- الأحد
- الاثنين
- الثلاثاء
- الأربعاء
- الخميس
- الجمعة

- 2929 رمضان 1446  هـ
- 301 شوال 1446  هـ
- 312 شوال 1446  هـ
- 13 شوال 1446  هـ
- 24 شوال 1446  هـ
- 35 شوال 1446  هـ
- 46 شوال 1446  هـ
- 57 شوال 1446  هـ
- 68 شوال 1446  هـ
- 79 شوال 1446  هـ
- 810 شوال 1446  هـ
- 911 شوال 1446  هـ
- 1012 شوال 1446  هـ
- 1113 شوال 1446  هـ
- 1214 شوال 1446  هـ
- 1315 شوال 1446  هـ
- 1416 شوال 1446  هـ
- 1517 شوال 1446  هـ
- 1618 شوال 1446  هـ
- 1719 شوال 1446  هـ
- 1820 شوال 1446  هـ
- 1921 شوال 1446  هـ
- 2022 شوال 1446  هـ
- 2123 شوال 1446  هـ
- 2224 شوال 1446  هـ
- 2325 شوال 1446  هـ
- 2426 شوال 1446  هـ
- 2527 شوال 1446  هـ
- 2628 شوال 1446  هـ
- 2729 شوال 1446  هـ
- 2830 شوال 1446  هـ
- 291 ذو القعدة 1446  هـ
- 302 ذو القعدة 1446  هـ
- 13 ذو القعدة 1446  هـ
- 24 ذو القعدة 1446  هـ

1 أبريل أو 1 نيسان أو يوم 1 \ 4 (اليوم الأول من الشهر الرابع) هو اليوم الحادي والتسعون (91) من السنة البسيطة، أو اليوم الثاني والتسعون (92) من السنوات الكبيسة وفقًا للتقويم الميلادي الغربي (الغريغوري). يبقى بعده 274 يوما لانتهاء السنة.

## أحداث
- 1918 - تأسيس سلاح الجو الملكي البريطاني.
- 1920 - الإعلان عن تأسيس مجلس الشورى الأول في الكويت، وهو أول مجلس استشاري في تاريخ الكويت وتكون من 12 عضوًا تم اختيارهم عن طريق التعيين.
- 1948 - حصول جزر فارو على الحكم الذاتي من الدنمارك.
- 1955 - بدأ تمرد منظمة إيوكا ضد الإمبراطورية البريطانية في قبرص، بهدف الاتحاد مع اليونان.
- 1961 - أول إصدار للدينار الكويتي.
- 1972 - اندماج «شركة الخطوط الجوية البريطانية لما وراء البحار» و«الخطوط الجوية البريطانية الأوروبية» تحت اسم الخطوط الجوية البريطانية.
- 1976 - تأسيس شركة أبل.
- 1979 - يوم الجمهورية الإسلامية في إيران- قائد الثورة الإسلامية في إيران روح الله الخميني يعلن إيران جمهورية إسلامية بعد استفتاء شعبي عام.
- 1982 - طائرة كونكورد التابعة للخطوط الجوية الفرنسية تحلق لآخر مرة إلى كراكاس وريو دي جانيرو.
- 1986 - انفجار طائرة ركاب أمريكية أثناء رحلتها من اليونان إلى مصر، ومصرع أربعة ركاب وإصابة أكثر من مائة آخرين.
- 1989 - تنصيب ياسر عرفات رئيسًا لدولة فلسطين.
- 1993 - الملكة إليزابيث الثانية تشاهد عرضاً لسبعين طائرة تابعة لسلاح الجو الملكي احتفالاً بمرور 75 عامًا على إنشائه.
- 1998 - افتتاح مبنى الشيخ راشد في مطار دبي الدولي.
- 2001 - الشرطة اليوغسلافية تلقي القبض على الرئيس السابق سلوبودان ميلوشيفيتش وذلك لاتهامه بارتكاب جرائم حرب.
- 2002 - الجيش الإسرائيلي يقوم بمجزرة في مدينة جنين استمرت حتى 12 أبريل.
- 2009 - كرواتيا وألبانيا تنضمان إلى حلف شمال الأطلسي / الناتو.
- 2010 - أحزاب المعارضة السودانية الرئيسية تنسحب من الانتخابات الرئاسية.
- 2017 - انهيار أرضي في موكوا جنوب غرب كولومبيا يودي بحياة أكثر من 250 شخص.

## مواليد
- 1578 - ويليام هارفي، طبيب إنجليزي.
- 1694 - عبد الله بن محمد الفيروز، فقيه حنبلي نجدي.
- 1809 - نيقولاي غوغول، كاتب روسي.
- 1815 - أوتو فون بسمارك، قائد ألماني.
- 1865 - ريشارد سيغموندي، عالم كيمياء نمساوي ألماني حاصل على جائزة نوبل في الكيمياء عام 1925.
- 1868 - إدموند روستان، شاعر وكاتب مسرحي فرنسي.
- 1873 - سيرجي رخمانينوف، موسيقي روسي.
- 1908 - أبراهام ماسلو، عالم أمريكي في علم النفس.
- 1919 - جوزيف موراي، جراح تجميل أمريكي حاصل على جائزة نوبل في الطب عام 1990.
- 1922 - سعد الدين الشاذلي، قائد عسكري مصري، شغل منصب رئيس أركان حرب القوات المسلحة المصرية.
- 1932 - ديبي رينالدز، ممثلة أمريكية.
- 1933 - كلود كوهين تانوجي، عالم فيزياء فرنسي حاصل على جائزة نوبل في الفيزياء عام 1997.
- 1939 - نجاح العبد الله، ممثلة سورية.
- 1940 - وانجاري ماثاي، ناشطة كينية بمجال البيئة حاصلة على جائزة نوبل للسلام عام 2004.
- 1946 - أريغو ساكي، لاعب ومدرب كرة قدم إيطالي.
- 1947 - ألان كن، عالم رياضيات فرنسي.
- 1954 - ديتر مولر، لاعب كرة قدم ألماني.
- 1958 - تميم عبده، ممثل تونسي.
- 1963 - شهاب حاجيه، ممثل كويتي.
- 1967 - حميد ستيلي، لاعب ومدرب كرة قدم إيراني.
- 1968 - جوليا بطرس، مغنية لبنانية.
- 1969 - فضل شاكر، مغني لبناني.
- 1973 - جومانا مراد، ممثلة سورية.
- 1976 -
  - قصي خولي، ممثل سوري.
  - تروي بيكر، ممثل أمريكي.
  - كلارنس سيدورف، لاعب كرة قدم هولندي.
- 1978 - آناماريا مارينكا، ممثلة رومانية.
- 1979 - أحمد خالد، سيناريست ومخرج مصري.
- 1983 -
  - عمرو زكي، لاعب كرة قدم مصري.
  - مات لانتر، ممثل أمريكي.
- 1984 - شون روبرتس، ممثل كندي.
- 1986 - الشيخ محمد بن حمد بن محمد الشرقي، ولي العهد في إمارة الفجيرة.
- 1988 - روعة السعدي، ممثلة فلسطينية الأصل من مواليد سوريا.
- 1989 - ديفيد نغوغ، لاعب كرة قدم فرنسي.

## وفيات
- 1968 - ليف لانداو، عالم فيزياء نظرية سوفيتي حاصل على جائزة نوبل في الفيزياء عام 1962.
- 1974 - قاسم محمد الرجب، مؤلف وكاتب عراقي.
- 1987 - عبد الرحمن الخميسي، شاعر مصري.
- 2010 - إد روبرتس، مهندس أمريكي.
- 2012 - إكريم بورا، ممثل تركي.
- 2013 - بدر بن عبد العزيز آل سعود، أمير سعودي.
- 2015 - ميساو أوكاوا، أكبر معمرة في العالم.
- 2020 -
  - محمود حمدي زقزوق، وزير أوقاف مصري أسبق.
  - عبد الله أبو سمهدانة، وزير ومحافظ فلسطيني.

## أعياد ومناسبات
- يوم كذبة أبريل.
- خا بنيسان أو رأس السنة الآشورية، العيد القومي للآشوريين/السريان/الكلدان.

## وصلات خارجية
- النيويورك تايمز: حدث في مثل هذا اليوم.
- BBC: حدث في مثل هذا اليوم.